# Coleophora limosipennella
Coleophora limosipennella é uma espécie de mariposa do gênero Coleophora pertencente à família Coleophoridae.